# Muhammad Sadiq as-Sadr

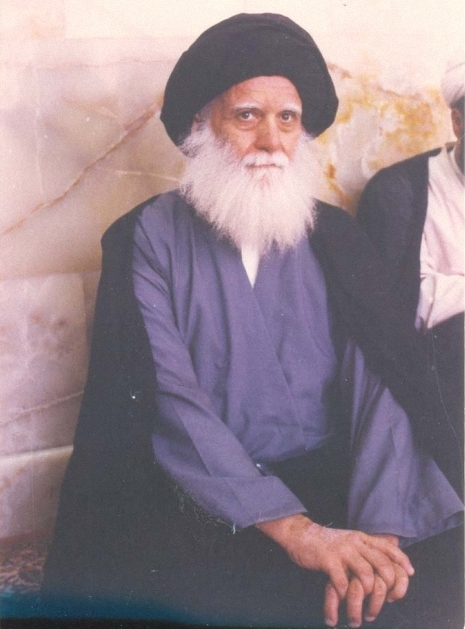
Sadiq as-Sadr

Muhammad Muhammad Sadiq as-Sadr (arabisch محمد محمد صادق الصدر, DMG Muḥammad Muḥammad Ṣādiq aṣ-Ṣadr; verbreitet Mohammed Sadiq as-Sadr, Mohammed Sadik al-Sadr oder nur Sadiq as-Sadr; * 23. März 1943 in Al-Kazimiyya; † 19. Februar 1999 in Nadschaf) war als Großajatollah ein schiitischer Führer im Irak. Er ist der Vater des radikalen Geistlichen Muqtada as-Sadr.
Sadiq as-Sadr war Sayyid, galt also als einer der Nachfahren des islamischen Religionsstifters Mohammed. Er galt als machtbewusster Chauvinist und wurde gegen die mit Iran sympathisierende al-Hakim-Familie (z. B. Muhammad Baqir al-Hakim) und den im Irak lebenden Perser Sistani von Saddam Hussein aufgebaut, der ihn die schiitische Lehranstalt al-Hawza in Nadschaf leiten ließ. Ende der 1990er Jahre entfremdete er sich zunehmend von der Baath-Partei.
Nach der Ermordung von Sadiq as-Sadr und zweier seiner Söhne am 19. Februar 1999 kam es in Nadschaf, Nasiriya und Basra zu blutigen Unruhen, den sogenannten Zweiten Sadr Aufstand.
Sadiq as-Sadr war der Cousin (laut einigen Quellen: Neffe) des Großayatollahs Muhammad Baqir as-Sadr, eines Gegners der Baʿth-Partei. Dieser wurde 1980, noch vor dem Ersten Golfkrieg, von Saddam Hussein umgebracht.
Ein nördlicher Stadtteil Baghdads, Madīnat aṣ-Ṣadr aṯ-ṯānī (englisch Sadr City), ist nach ihm benannt.